# De libero arbitrio (Augustinus)
De libero arbitrio (lat. Über den freien Willen) ist eine Schrift des christlichen Bischofs Augustinus von Hippo, die in drei Bücher eingeteilt ist, die 387-9 in Rom (Buch 1) und ca. 391–395 in Afrika (Bücher 2–3) verfasst wurden. Thema ist die menschliche Willensfreiheit.
Augustinus begann das Werk als Teil einer anti-manichäischen Serie von Schriften und argumentierte zugleich partiell gegen den Skeptizismus. Im ersten Band wendet der Autor sich u. a. gegen den Determinismus, indem er das Streben nach einer Antwort auf die Frage, ob Freiheit existiert, selbst zum Argument erhebt und zur Vorbedingung von Wissen macht. Behandelt werden zudem Fragen nach dem Ursprung und dem Wesen des Guten und des Bösen. In Teilen des zweiten und im dritten Band arbeitete der Autor eine Begründung der Existenz Gottes aus.

## Belege
1. ↑  David E. Roberts: Augustine's Earliest Writings, in: The Journal of Religion, Band 33 Nr. 3., Juli 1953, S. 161–181, S. 175.
2. ↑  Henry Chadwick: Augustine in: Frances Margaret Young, Lewis Ayres, Andrew Louth (Hrsg.): The Cambridge History of Early Christian Literature, CUP, Cambridge 2004, S. 328–341, S. 330–331.